# Майкл Теббутт
Майкл Теббутт (англ. Michael Tebbutt; нар. 22 грудня 1970) — колишній австралійський тенісист.
Найвищу одиночну позицію світового рейтингу — 87 місце досяг 3 квітня 1995, парну — 28 місце — 22 липня 1996 року.
Здобув 2 парні титули.
Найвищим досягненням на турнірах Великого шолома були чвертьфінали в парному розряді.

## Фінали за кар'єру

### Парний розряд (2–4)
| Легенда                         |
| ------------------------------- |
| Великий Шлем (0–0)              |
| Tennis Masters Cup (0–0)        |
| Серія Мастерс ATP (0–1)         |
| Серія ATP Інтернешнл Ґолд (1–0) |
| Серія ATP Інтернешнл (1–3)      |

| Результат | W/L | Дата     | Турнір            | Покриття  | Партнер           | Суперники                         | Рахунок       |
| --------- | --- | -------- | ----------------- | --------- | ----------------- | --------------------------------- | ------------- |
| Поразка   | 0–1 | Лют 1996 | Шанхай, КНР       | Килим (i) | Джим Грабб        | Марк Ноулз (тенісист) Роджер Сміт | 6–4, 2–6, 6–7 |
| Поразка   | 0–2 | Бер 1996 | Індіан-Веллс, США | Тверде    | Браян Макфі       | Тодд Вудбрідж Марк Вудфорд        | 6–1, 2–6, 2–6 |
| Поразка   | 0–3 | Лип 1996 | Ньюпорт, США      | Трава     | Пол Кілдеррі      | Маріус Барнард Піт Норвал         | 7–6, 4–6, 4–6 |
| Перемога  | 1–3 | Сер 1997 | Індіанаполіс, США | Тверде    | Мікаель Тільстрем | Йонас Бйоркман Ніклас Культі      | 6–3, 6–2      |
| Перемога  | 2–3 | Бер 1998 | Скоттсдейл, США   | Тверде    | Цирил Сук         | Кент Кіннієр Девід Вітон          | 4–6, 6–1, 7–6 |
| Поразка   | 2–4 | Кві 1998 | Орландо, США      | Ґрунт     | Мікаель Тільстрем | Грант Стеффорд Кевін Ульєтт       | 6–4, 4–6, 5–7 |